# Eduard Götz
Eduard Götz (* 12. April 1876 in Weiden in der Oberpfalz; † 8. Januar 1961 ebenda) war ein deutscher Malermeister, Dekorationsmaler und Kunstmaler.
Als Sohn eines Malermeisters in Weiden aufgewachsen machte er nach der Volksschule eine Malerlehre im väterlichen Betrieb. Zusätzlich nahm er von 1889 bis 1894 Zeichenunterricht an der Weidener Realschule.
Anschließend folgte ein Studium an der Kunstgewerbeschule in München in der Meisterklasse von Prof. Dietl sowie eine zweijährige Ausbildung für Kircheneinrichtungen bei dem Landshuter Architekten Weiß. 1905 machte er die Meisterprüfung im Malerhandwerk.
Am 14. November 1918 eröffnete er ein eigenes Atelier als Werkstätte für dekorative Arbeiten in Weiden.
Zu seinen regional bekannten Werken gehört auch der Entwurf für das Mosaik am Giebel des alten Rathauses in Weiden. 
Götz war der Bruder von Leo Götz und Schwager von Wilhelm Vierling.